# Kaos (album)
Kaos è l'undicesimo album registrato in studio dai Rockets, pubblicato nell'autunno 2014 e distribuito dalla Warner Music.

## Composizione
I testi sono stati scritti dal cantante canadese John Biancale, le musiche sono frutto di una collaborazione tra lo storico tastierista del gruppo Fabrice Quagliotti e gli altri musicisti.

## Tracce
1. We Are All Around – 3:32
2. World On Fire – 3:57
3. Evolution – 4:47
4. Through The Night – 3:09
5. Party Queen (featuring: Muciaccia) – 3:38
6. Crying Alone – 3:57
7. Faby's Back – 4:18
8. Shine On Me – 5:12
9. Our Rights – 4:11
10. Lost In The Rhythm – 3:50
11. Heaven 58 – 6:08
12. Number One – 4:54

## Video
Sulla traccia Party Queen è stata realizzata una clip diretta da Massimo Falsetta, con la partecipazione di Pippo Muciaccia, i ballerini Steve Dancer ed Em Lo Mor, e le modelle Flavia Plebani e Sabrina Nicole.

## Formazione
- John Biancale – voce
- Rosaire Riccobono – basso
- Eugenio Mori – batteria
- Gianluca Martino – chitarra
- Fabrice Quagliotti – tastiere